# بتمن برای همیشه
بتمن برای همیشه (به انگلیسی: batman forever) سومین فیلم از سری فیلم‌های بتمن به کارگردانی جوئل شوماخر محصول سال ۱۹۹۵ است. در این فیلم وال کیلمر در نقش بروس وین (بتمن) بازی کرد. همچنین در این فیلم بازیگرانی چون نیکول کیدمن، جیم کری و تامی لی جونز ایفای نقش کردند.

## بازیگران و شخصیت‌ها
- وال کیلمر در نقش بروس وین/بتمن
- تامی لی جونز در نقش هاروی دنت/دوچهره
- جیم کری در نقش ادوارد نیگما/ریدلر
- نیکول کیدمن در نقش دکتر چاسی مردین
- کریس اودانل در نقش دیک گریسون/رابین
- مایکل گاف در نقش آلفرد پنی‌ورث
- پت هینگل در نقش جیمز گوردون
- درو بریمور در نقش شوگر
- دبی میزار در نقش اسپایس

## خلاصه داستان
هاروی دنت (تامی لی جونز) که دادستان سابق بود حالا پس از سوخته شدن نیمی از صورتش فرد شروری شده وبا کمک ادوارد نیگما (جیم کری) قصد نابودی بتمن را دارد. بروس وین (بتمن) نیگما را اخراج کرد چون معتقد بود اختراع او یعنی ماشین کنترل ذهن وسیله خوبی نیست. بتمن که به علت نزدیک شدن سالگرد در گذشت پدر و مادرش دچار مشکل روحی شده به روان‌پزشکی به نام چیس میرادان (نیکول کیدمن) مراجعه می‌کند؛ و به کمک او می‌تواند مشکلاتش را حل کند. در این فیلم هم چنین کریس ادونل نقش رابین را بازی می‌کند.